# Сьюзен Ройцевич
Сьюзен Ройцевич (англ. Susan Rojcewicz, 29 травня 1953) — американська баскетболістка.
Срібна призерка Олімпійських Ігор 1976 року.
Переможниця Панамериканських ігор 1975 року.